# Devítka (hudební skupina)
Devítka je pražská folková hudební skupina založená v roce 1992.
Složení kapely se dlouhou dobu jen nepatrně měnilo, do roku 2005 působili v čtyřčlenné sestavě: Jan Brož, Jindřiška Brožová, David a Tomáš Hoffrichterovi. Bratři na podzim 2005 z kapely odešli a nastoupil Petr Havrda. Domovským klubem Devítky byl sál v Malostranské besedě v Praze, kde skupina pravidelně pořádala se svými hosty Folkové večery, které se mimo letní sezónu konaly pravidelně vždy první středu v měsíci. Z důvodu rekonstrukce Besedy se Devítka stala pravidelnějším hostem klubu Rikatádo v Praze-Libni. 
Devítku lze spatřit téměř na všech větších folkových festivalech, případně na koncertech pořádaných po celé republice. Skupina vydala (do roku 2020) 11 alb, z ocenění lze zmínit Krtečka ze Zahrady nebo Zlatý klíč v anketě Folk & Country. 

## Členové
- Jan Brož – kapelník, sólová kytara, mandolína, zpěv
- Jindřiška Brožová – zpěv, rytmika, perkuse, flétny
- Markéta "Madla" Klupková – zpěv, rytmika, flétna
- Jan "Klubajz" Klupka – baskytara
- Ivan Šmejda - klávesy, kytara, zpěv

## Diskografie

### Studiová alba
- Ještě se střílí (1996)
- Pierot (1998)
- Třetí vydání (2001)
- Pohádka (2003)
- Chat (2007)
- Duše v peří (2011)
- Je to boj! (2015)

### Kompilační alba
- Tři tvoří společnost (2009)
- Štístko (2020)

### Živá alba
- Devítka LIVE 2013 (2013)

### Vánoční alba
- U Ježíška 9 (2012)